# Fullerton (Dakota Północna)
Fullerton – miasto w Stanach Zjednoczonych, w stanie Dakota Północna, w hrabstwie Dickey.